# فایرفورد
latitudeفایرفوردlongitudeفایرفورد
فایرفورد (به انگلیسی: Fairford) یک شهرک در بریتانیا است که در انگلستان واقع شده‌است.

## نگارخانه

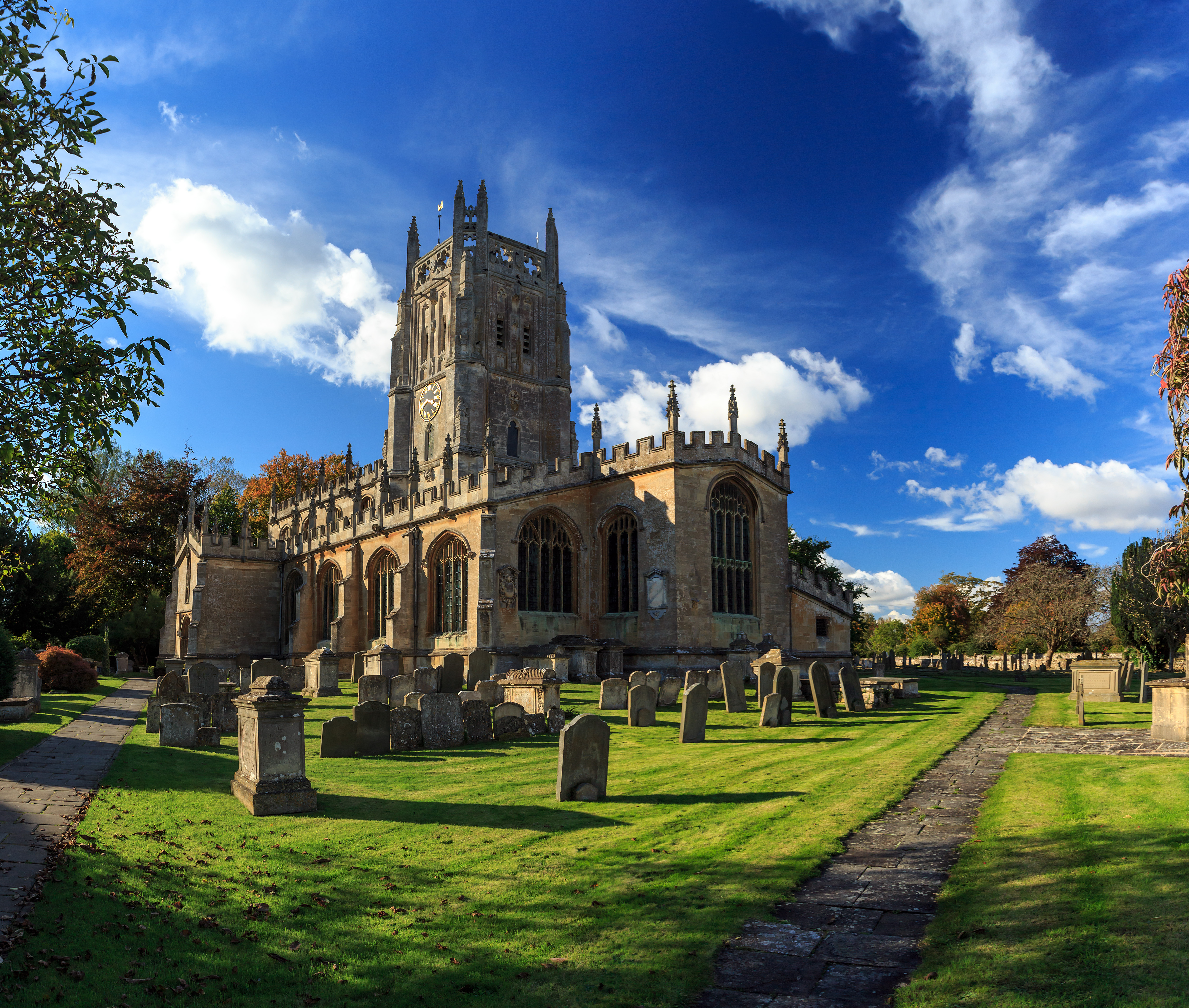
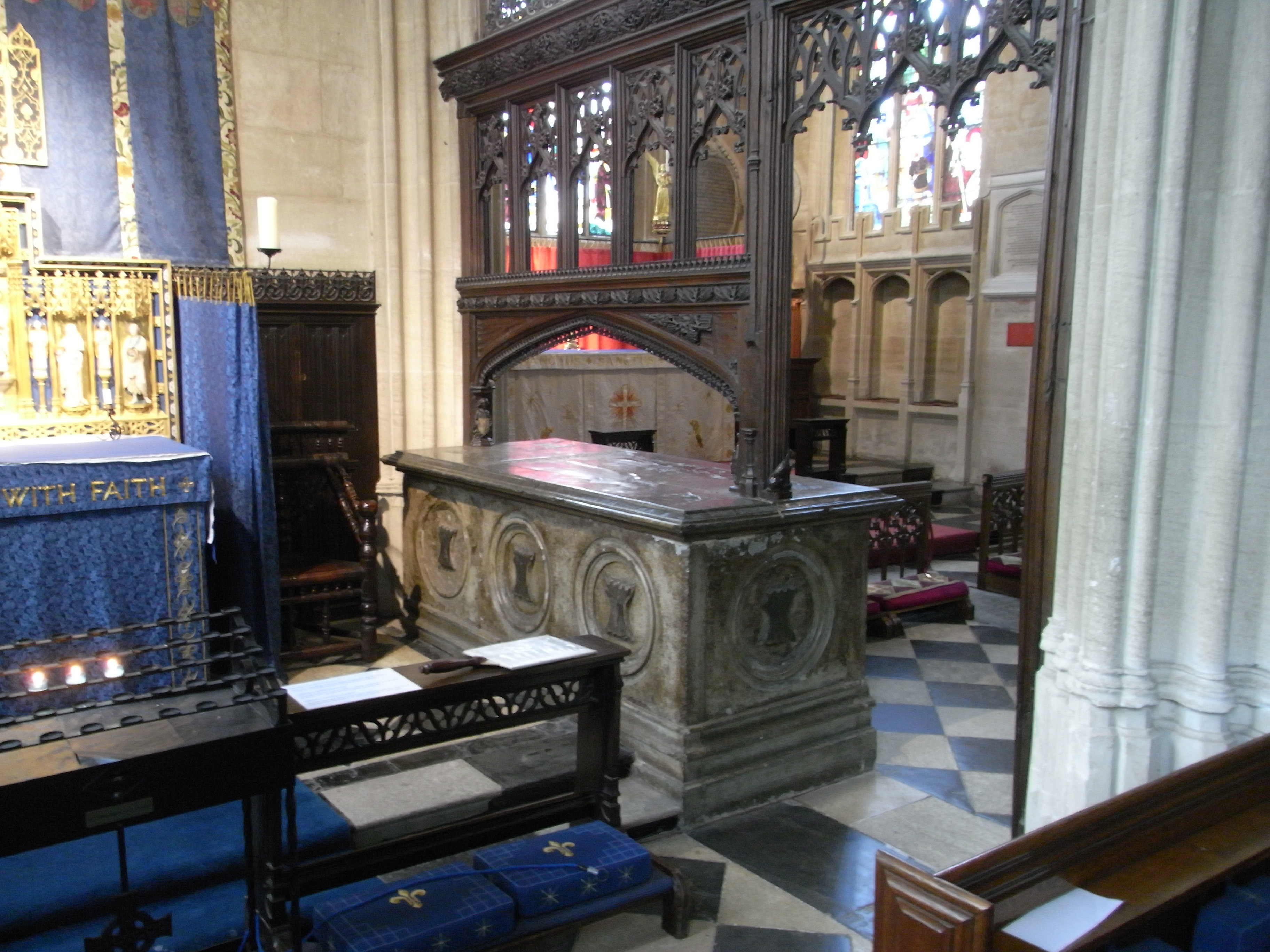
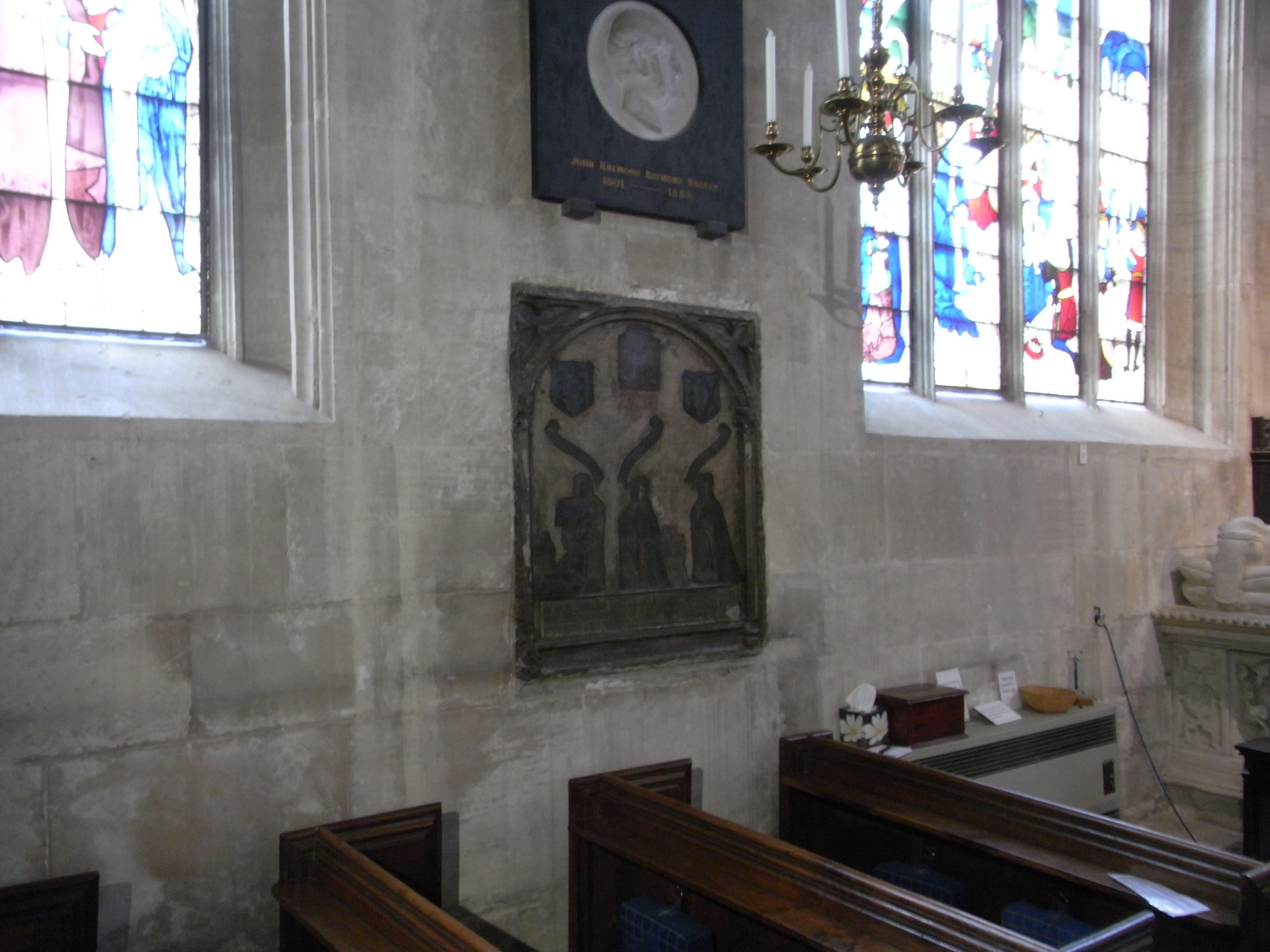
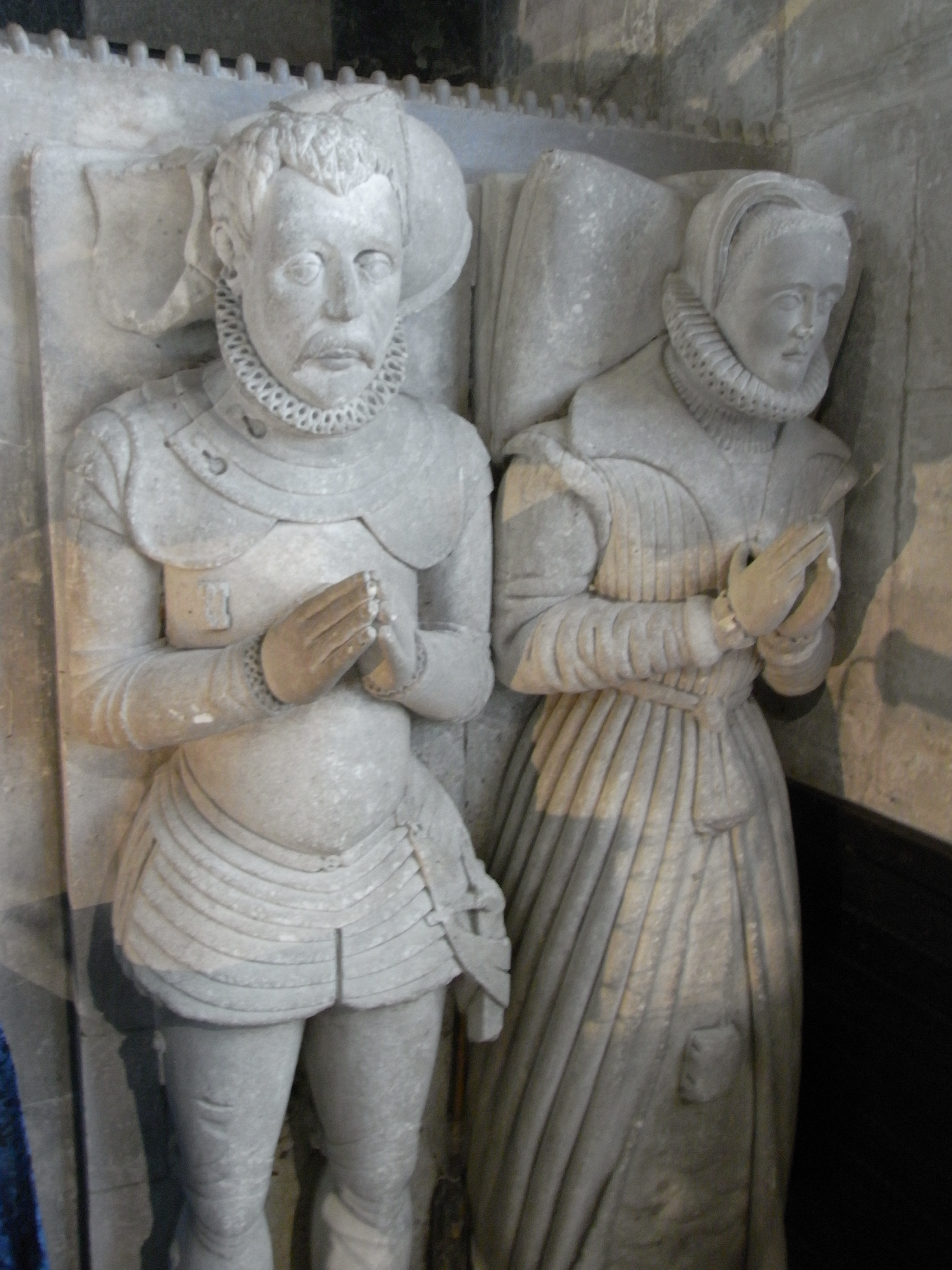

## خصوصیات
فایرفورد ۳٬۲۱۹ نفر جمعیت دارد.